# Sandean Jae
Sandean Jae is een bestuurslaag in het regentschap Padang Lawas Utara van de provincie Noord-Sumatra, Indonesië. Sandean Jae telt 178 inwoners (volkstelling 2010).